# Фидес (мифология)
Фи́дес (лат. Fides) — древнеримская богиня согласия и верности. Обожествление Верности (fides), а также других важнейших добродетелей (Доблести, Благочестия, Чести, Согласия) — уникальная черта римской религии. Известный нам храм Верности был освящён лишь в 258 или 254 году до н. э. консулом Авлом Атилием Калатином.

## История
Изображалась Фидес на римских монетах в виде женщины с плодами и колосьями в руках, а также с птицей — горлицей. Её символом были соединённые правые руки, что означало верность договору. Считалась хранительницей устоев нравственной системы римского общества, гордившегося верностью принципам своего жизненного уклада и клятвам.
Вместе с Пиетас (божеством исполнения долга перед богами, родиной, родителями) считалась основой общества и добродетелей римлян, гордившихся своей исключительной верностью клятве.
Фидес была тесно связна с призывавшимся при клятве Юпитером и слившимся с ним божеством верности Диус Фидиус, а также с понятием foedus, «союз», который заключался с торжественными жертвоприношениями главой коллегии фециалов, ведавшей ритуалом объявления войн и заключения договоров с богами (Ливий. История от основания города. I, 24, 6).
Установление культа Фидес, в котором участвовали три главных фламина, приписывалось Нуме Помпилию (Ливий, I, 21 и 1-4; Плутарх «Сравнительные жизнеописания»). Так, у Ливия написано по этому поводу: «он повелел, чтобы к святилищу Верности жрецы приезжали на крытой колеснице, запряжённой парой, и чтобы жертвоприношение совершали рукою, спеленутою до самых пальцев, в знак того, что верность должно блюсти и что она свята и остаётся святыней даже в пожатии рук». Один из храмов в Риме был посвящён этой богине. В Первую Пуническую войну в её честь был построен храм и на Капитолийском холме, в котором хранились договоры Рима с другими государствами.
Фламины приносили жертву Фидес, обернув тканью правую руку, посвящённую богине (так как соединение правых рук, часто изображавшееся на монетах с Фидес, символизировало верность заключённому договору). В период империи часто изображалась на монетах как Фидес Августа, Фидес войска, Фидес конницы и т. д. Соответствующая богиня в греческой мифологии — Пистис.
Божества, надзиравшие за верностью клятве, почитались в Италии с глубокой древности. Так, в 466 г. до н. э. в Риме был посвящён храм одному из них — Semo Sancus Dius Fidius (Семону Санку), соединявшему в себе сабинского бога земли и латинского бога неба (клятвы землёй и небом считались самыми священными).

«…Пусть забыл ты, но знай, бог не забыл! Верность-богиня ждет!

Ей заплатишь за все! Сроки придут! И пожалеешь ты!»

(Катулл, № 30, «К Альфену, неверному другу»)
В честь богини Фидес назван астероид (37) Фидес, открытый 5 октября 1855 года.